# Nazanin Afshin-Jam
Nazanin Afshin-Jam (in persiano نازنین افشین جم‎; Teheran, 11 aprile 1979) è un'attivista e modella iraniana naturalizzata canadese, presidentessa e cofondatrice dell'organizzazione umanitaria Stop Child Executions.

## Biografia
Nazanin Afshin-Jam è nata a Teheran, in Iran. Suo padre era il capo dello Sheraton Hotel di Teheran (ora Tehran Homa Hotel), frequentato da occidentali. Durante la rivoluzione iraniana, suo padre è stato incarcerato dalla Guardia Rivoluzionaria. Dopo essere stato liberato dalla prigione, è fuggito dall'Iran con la famiglia in Spagna, e dopo un anno si è trasferito in Canada come immigrato, stabilendosi a Vancouver.
Afshin-Jam vive in Canada dall'età di due anni e si è laureata in relazioni internazionali e scienze politiche presso l'Università della British Columbia.  Dopo la laurea, ha prestato servizio presso la Croce Rossa come Global Youth Educator. 
Nel 2003 è stata incoronata Miss Mondo Canada ed ha ottenuto la possibilità di rappresentare il Canada al concorso di bellezza Miss Mondo 2003, che si è tenuto a Sanya, in Cina, il 6 dicembre 2003. La modella si è classificata al secondo posto, dietro soltanto a Rosanna Davison, Miss Irlanda 2003, ed ha vinto anche il titolo di Regina Continentale delle Americhe e di Miss Sport.
Nel 2007 Nazanin Afshin-Jam ha debuttato anche come cantante con il singolo I Dance 4 U, a cui sono seguiti i singoli Someday e On Christmas Day.

## Vita privata
Pilota con licenza, Afshin-Jam vola sia su velivoli a motore che su alianti e ha raggiunto il grado più alto nei Royal Canadian Air Cadets —Warrant Officer First Class. È cresciuta come cattolica ed è praticante. 
Il 4 gennaio 2012, Afshin-Jam ha sposato Peter MacKay, allora ministro della giustizia e procuratore generale del Canada, in una cerimonia privata in Messico. La coppia ha due figli (Kian, nato nel 2013, e Caledon, nato nel 2018) e una figlia di nome Valentia, nata nel 2015.